# Yamato Nadeshiko
Yamato Nadeshiko (やまとなでしこ o 大和撫子?) es una expresión japonesa que hace referencia a la «personificación de la mujer japonesa ideal», o al «epítome de la pureza y belleza femenina». La expresión es una metáfora floral: Yamato es el antiguo nombre de Japón, y Nadeshiko es una especie de clavel cuyo nombre científico es Dianthus superbus.

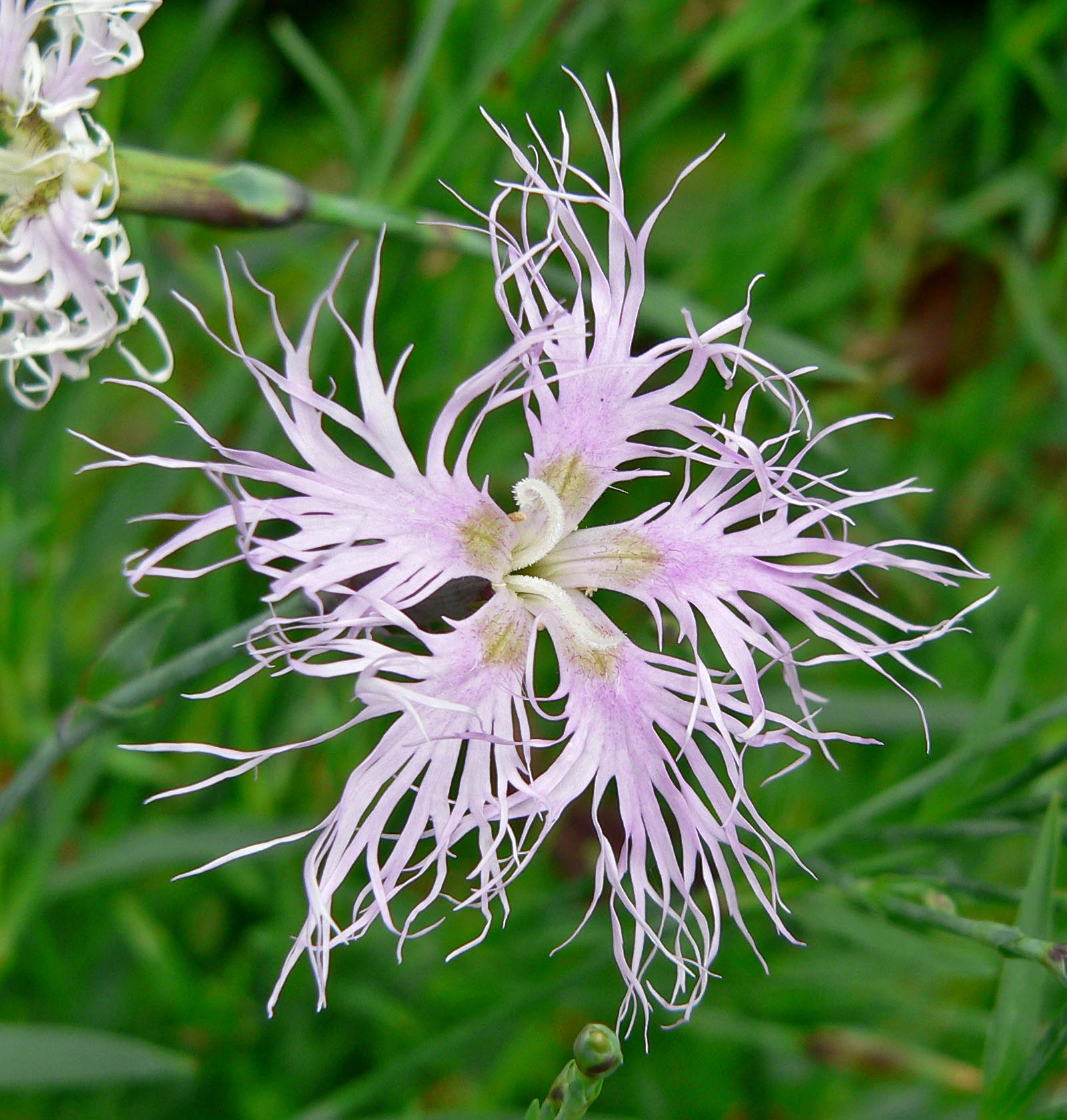
Fotografía de un Nadeshiko (Dianthus superbus)

Yamato Nadeshiko es la forma como los japoneses se refieren a una mujer con los atributos que se consideran tradicionalmente deseables desde el punto de vista de los hombres y de la sociedad. En sentido general, se atribuye a personas con una educación tradicional. Es un tema muy amplio, pero con una complicada estética japonesa. 
El Nuevo Diccionario Japonés - Inglés Kenkyusha (5ª edición, 2003) traduce a Yamato Nadeshiko como «una mujer japonesa (con todas las gracias y virtudes tradicionales), una mujer japonesa ideal». El Daijirin (3ª edición, 2006) define el término como :«1. Otro nombre para la flor Dianthus. 2. Una forma de hablar de la belleza de... mujeres japonesas que son elegantes y ordenadas».
Desde el punto de vista tradicional, la mujer japonesa ideal es aquella que actúa en torno al beneficio de su familia, mostrando sumisión y obediencia a figuras de autoridad patriarcal. Sus virtudes son: la lealtad, la capacidad interna, la humildad y la sabiduría.
El término Yamato Nadeshiko es a menudo utilizado para referirse a una chica o a una joven vergonzosa,  y en un contexto contemporáneo, para referirse a mujeres de buenos rasgos y costumbres, que según la percepción popular, ya no se ven. La expresión Nadeshiko Japan es ampliamente utilizada como apodo para la Selección Nacional Femenina de Fútbol de Japón.